# All-4-One
All-4-One er en Grammy Award-vindende amerikansk R&B- og popgruppe, der er bedst kendt for deres hitsingler "I Swear" og "I Can Love You Like That". Gruppen består af Jamie Jones, Delious Kennedy, Alfred Nevarez og Tony Borowiak, der alle stammer fra Antelope Valley og Mojave, men gruppen er baseret i Greater Los Angeles Area. Gruppen har solgt mere end 22 millioner plader på verdensplan. Det seneste album, Twenty+, udkom i 2015 som jubilæumsalbum.

## Medlemmer
- Jamie Jones (født 6. november, 1974)
- Delious Kennedy (født 21. december, 1970)
- Alfred Nevarez (født 17. maj, 1973)
- Tony Borowiak (født 12. oktober, 1972)

## Diskografi
- All-4-One (1994)
- And the Music Speaks (1995)
- An All-4-One Christmas (1995)
- On and On (1999)
- A41 (2002)
- Split Personality (2004)
- No Regrets (2009)
- Christmas EP - Volume 1 (2014)
- Twenty+ (2015)